# I’m Nearly Famous
Az I’m Nearly Famous című nagylemez Cliff Richard brit énekes 1976 májusában megjelent stúdióalbuma. Az albumot nagy visszatérésnek tekintették. A nagylemez Cliff Richard egyik legjobb munkája, amely visszahozta őt a slágerlista élére 1970 végén – 1980 elején.

## Háttér
A 70-es évek elején Richard karrierje hanyatlani kezdett, nem ért el akkora sikereket, mint a megelőző évtizedben, 1975-ben egyáltalán nem került fel a slágerlistára, nem úgy, mint karrierje első évében. Az I'm Nearly Famous-ről a Miss You Nights című kislemeze viszont – sokak szerint a legjobb dala -, 1976 elején felkerült a slágerlistára, a 15. helyre. A Daily Mail szerint a brit Radio 2 című műsor hallgatói Richard legjobb kislemezének szavazták meg.
Ezt követte a Devil Woman című kislemez, amely egyik legnagyobb sikerdala lett világszerte, az Egyesült Királyságban a 9. helyet érte el a listán és Amerikában pedig az első Top 10 sikerdala lett.
Az album harmadik kislemeze, az I Can't Ask for Anymore Than You Írországban a 2. helyezést érte el, az Egyesült Királyságban viszont csak a 17. helyet tudta megszerezni.
Az album az 5. helyezést érte el az Egyesült Királyságban, 17. lett Új-Zélandon, 28. Ausztráliában és csak a 76. az USA-ban.

Az album jó kritikákat kapott a sajtótól, még Elton John és Elizabeth Taylor is I'm Nearly Famous-feliratú pólóban mutatkozott. A Melody Maker különösen pozitívan írt a lemezről:
| „              | Cliff Richard végül megcsinálta a lemezét, amely éveken át készült. Az elmúlt tíz napban két albumot hallgattam folyamatosan. Az egyik Marvin Gaye lemeze, az I Want You, a másik az I'm Nearly Famous. Cliff Richard reneszánsza, hogy amit reméltem ettől a lemeztől, az régen esedékes. A valaha legjobb album, a legjobb dalokkal. | ” |
| – Melody Maker | |   |

Az album újrakevert CD-je 2001-ben jelent meg, amely a Q Magazine-től és a Record Collector nevű brit zenei folyóirattól jó kritikákat kapott.

## Dallista
A-oldal
| #  | Cím                              | Szövegíró                    | Hossz |
| -- | -------------------------------- | ---------------------------- | ----- |
| 1. | I Can't Ask for Anymore Than You | Ken Gold, Michael Denne      | 2:50  |
| 2. | It's No Use Pretending           | Michael Allison, Peter Sills | 3:22  |
| 3. | I'm Nearly Famous                | Michael Allison, Peter Sills | 3:54  |
| 4. | Lovers                           | Mickey Newbury               | 2:58  |
| 5. | Junior Cowboy                    | Michael Allison, Peter Sills | 2:54  |
| 6. | Miss You Nights                  | Dave Townsend                | 3:57  |

B-oldal
| #  | Cím                                   | Szövegíró                       | Hossz |
| -- | ------------------------------------- | ------------------------------- | ----- |
| 1. | I Wish You'd Change Your Mind         | Terry Britten                   | 3:04  |
| 2. | Devil Woman                           | Terry Britten, Christine Holmes | 3:41  |
| 3. | Such is the Mystery                   | John Dawson Read                | 5:11  |
| 4. | You've Got to Give Me All Your Lovin' | Ken Gold, Michael Denne         | 3:06  |
| 5. | If You Walked Away                    | David Pomeranz                  | 3:02  |
| 6. | Alright, it's Alright                 | Michael Allison, Peter Sills    | 2:33  |

## Digitális kiadás
Az album digitális változata 2001-ben jelent meg az Egyesült Királyságban, összesen 18 dalt tartalmaz (ebből 6 bónuszdal: a Love is Enough, Love On (Shine On), Honky Tonk Angel, Wouldn't You Know It, It's Only Me You've Left Behind és a You're The One.
| #   | Cím                                   | Szövegíró                       | Hossz |
| --- | ------------------------------------- | ------------------------------- | ----- |
| 1.  | I Can't Ask for Anymore Than You      | Ken Gold, Michael Denne         | 2:50  |
| 2.  | It's No Use Pretending                | Michael Allison, Peter Sills    | 3:22  |
| 3.  | I'm Nearly Famous                     | Michael Allison, Peter Sills    | 3:54  |
| 4.  | Lovers                                | Mickey Newbury                  | 2:58  |
| 5.  | Junior Cowboy                         | Michael Allison, Peter Sills    | 2:54  |
| 6.  | Miss You Nights                       | Dave Townsend                   | 3:57  |
| 7.  | I Wish You'd Change Your Mind         | Terry Britten                   | 3:04  |
| 8.  | Devil Woman                           | Terry Britten, Christine Holmes | 3:41  |
| 9.  | Such is the Mystery                   | John Dawson Read                | 5:11  |
| 10. | You've Got to Give Me All Your Lovin' | Ken Gold, Michael Denne         | 3:06  |
| 11. | If You Walked Away                    | David Pomeranz                  | 3:02  |
| 12. | Alright, it's Alright                 | Michael Allison, Peter Sills    | 2:33  |

Bónusz dalok (2001-es kiadás):
| #  | Cím                             | Szövegíró                   | Hossz |
| -- | ------------------------------- | --------------------------- | ----- |
| 1. | Love Enough                     | Tim Moore                   | 2:50  |
| 2. | Love On (Shine On)              | Alan Tarney, Trevor Spencer | 3:04  |
| 3. | Honky Tonk Angel                | Troy Seals, Denny Rice      | 3:03  |
| 4. | Wouldn't You Know It            | Alan Tarney, Trevor Spencer | 3:03  |
| 5. | It's Only Me You've Left Behind |                             | 3:07  |
| 6. | You're The One                  |                             | 3:42  |

## Helyezések
| Megjelenés dátuma | Kislemez címe                    | Kislemez címe                    | Kislemez címe                    | Kislemez címe                    | Kislemez címe                    | Kislemez címe                    | Kislemez címe                    | Kislemez címe                    | Kislemez címe                    | Kislemez címe                    | Kislemez címe                    | Kislemez címe                    | Kislemez címe                    | Kislemez címe                    | Kislemez címe                    | Kislemez címe                    | Kislemez címe                    | Kislemez címe                    | Kislemez címe                    | Kislemez címe                    | Kislemez címe                    | Kislemez címe                    | Kislemez címe                    | Kislemez címe                    | Kislemez címe                    | Kislemez címe                    | Kislemez címe                    | Kislemez címe                    | Kislemez címe                    | Kislemez címe                    | Kislemez címe                    | Kislemez címe                    | Kislemez címe                    | Kislemez címe                    | Kislemez címe                    | Kislemez címe                    | Kislemez címe                    | Kislemez címe                    | Kislemez címe                    | Kislemez címe                    | Kislemez címe                    | Kislemez címe                    | Kislemez címe                    | Kislemez címe                    | Kislemez címe                    | Kislemez címe                    | Kislemez címe                    | Kislemez címe                    | Kislemez címe                    | Kislemez címe                    | Kislemez címe                    | Kislemez címe                    | Kislemez címe                    | Kislemez címe                    | Kislemez címe                    | Kislemez címe                    | Kislemez címe                    | Kislemez címe                    | Kislemez címe                    | Kislemez címe                    | Kislemez címe                    | Kislemez címe                    | Kislemez címe                    | Kislemez címe                    | Kislemez címe                    | Kislemez címe                    | Kislemez címe                    | Kislemez címe                    | Kislemez címe                    | Kislemez címe                    | Kislemez címe                    | Kislemez címe                    | Kislemez címe                    | Kislemez címe                    | Kislemez címe                    | Kislemez címe                    | Kislemez címe                    | Kislemez címe                    | Kislemez címe                    | Kislemez címe                    | Kislemez címe                    | Kislemez címe                    | Kislemez címe                    | Kislemez címe                    | Kislemez címe                    | Kislemez címe                    | Kislemez címe                    | Kislemez címe                    | Kislemez címe                    | Kislemez címe                    | Kislemez címe                    | Kislemez címe                    | Kislemez címe                    | Kislemez címe                    | Kislemez címe                    | Kislemez címe                    | Kislemez címe                    | Kislemez címe                    | Kislemez címe                    | Kislemez címe                    | Kislemez címe                    | Kislemez címe                    | Kislemez címe                    | Kislemez címe                    | Kislemez címe                    | Kislemez címe                    | Kislemez címe                    | Kislemez címe                    | Kislemez címe                    | Kislemez címe                    | Kislemez címe                    | Kislemez címe                    | Kislemez címe                    | Kislemez címe                    | Kislemez címe                    | Kislemez címe                    | Kislemez címe                    | Kislemez címe                    | Kislemez címe                    | Kislemez címe                    | Kislemez címe                    | Kislemez címe                    | Kislemez címe                    | Kislemez címe                    | Kislemez címe                    | Kislemez címe                    | Kislemez címe                    | Kislemez címe                    | Kislemez címe                    | Kislemez címe                    | Kislemez címe                    | Kislemez címe                    | Kislemez címe                    | Kislemez címe                    | Kislemez címe                    | UK helyezés | USA helyezés | Ausztrália | Írország |
| ----------------- | -------------------------------- | -------------------------------- | -------------------------------- | -------------------------------- | -------------------------------- | -------------------------------- | -------------------------------- | -------------------------------- | -------------------------------- | -------------------------------- | -------------------------------- | -------------------------------- | -------------------------------- | -------------------------------- | -------------------------------- | -------------------------------- | -------------------------------- | -------------------------------- | -------------------------------- | -------------------------------- | -------------------------------- | -------------------------------- | -------------------------------- | -------------------------------- | -------------------------------- | -------------------------------- | -------------------------------- | -------------------------------- | -------------------------------- | -------------------------------- | -------------------------------- | -------------------------------- | -------------------------------- | -------------------------------- | -------------------------------- | -------------------------------- | -------------------------------- | -------------------------------- | -------------------------------- | -------------------------------- | -------------------------------- | -------------------------------- | -------------------------------- | -------------------------------- | -------------------------------- | -------------------------------- | -------------------------------- | -------------------------------- | -------------------------------- | -------------------------------- | -------------------------------- | -------------------------------- | -------------------------------- | -------------------------------- | -------------------------------- | -------------------------------- | -------------------------------- | -------------------------------- | -------------------------------- | -------------------------------- | -------------------------------- | -------------------------------- | -------------------------------- | -------------------------------- | -------------------------------- | -------------------------------- | -------------------------------- | -------------------------------- | -------------------------------- | -------------------------------- | -------------------------------- | -------------------------------- | -------------------------------- | -------------------------------- | -------------------------------- | -------------------------------- | -------------------------------- | -------------------------------- | -------------------------------- | -------------------------------- | -------------------------------- | -------------------------------- | -------------------------------- | -------------------------------- | -------------------------------- | -------------------------------- | -------------------------------- | -------------------------------- | -------------------------------- | -------------------------------- | -------------------------------- | -------------------------------- | -------------------------------- | -------------------------------- | -------------------------------- | -------------------------------- | -------------------------------- | -------------------------------- | -------------------------------- | -------------------------------- | -------------------------------- | -------------------------------- | -------------------------------- | -------------------------------- | -------------------------------- | -------------------------------- | -------------------------------- | -------------------------------- | -------------------------------- | -------------------------------- | -------------------------------- | -------------------------------- | -------------------------------- | -------------------------------- | -------------------------------- | -------------------------------- | -------------------------------- | -------------------------------- | -------------------------------- | -------------------------------- | -------------------------------- | -------------------------------- | -------------------------------- | -------------------------------- | -------------------------------- | -------------------------------- | -------------------------------- | -------------------------------- | -------------------------------- | -------------------------------- | -------------------------------- | -------------------------------- | -------------------------------- | -------------------------------- | -------------------------------- | ----------- | ------------ | ---------- | -------- |
| 1975. november    | Miss You Nights                  | Miss You Nights                  | Miss You Nights                  | Miss You Nights                  | Miss You Nights                  | Miss You Nights                  | Miss You Nights                  | Miss You Nights                  | Miss You Nights                  | Miss You Nights                  | Miss You Nights                  | Miss You Nights                  | Miss You Nights                  | Miss You Nights                  | Miss You Nights                  | Miss You Nights                  | Miss You Nights                  | Miss You Nights                  | Miss You Nights                  | Miss You Nights                  | Miss You Nights                  | Miss You Nights                  | Miss You Nights                  | Miss You Nights                  | Miss You Nights                  | Miss You Nights                  | Miss You Nights                  | Miss You Nights                  | Miss You Nights                  | Miss You Nights                  | Miss You Nights                  | Miss You Nights                  | Miss You Nights                  | Miss You Nights                  | Miss You Nights                  | Miss You Nights                  | Miss You Nights                  | Miss You Nights                  | Miss You Nights                  | Miss You Nights                  | Miss You Nights                  | Miss You Nights                  | Miss You Nights                  | Miss You Nights                  | Miss You Nights                  | Miss You Nights                  | Miss You Nights                  | Miss You Nights                  | Miss You Nights                  | Miss You Nights                  | Miss You Nights                  | Miss You Nights                  | Miss You Nights                  | Miss You Nights                  | Miss You Nights                  | Miss You Nights                  | Miss You Nights                  | Miss You Nights                  | Miss You Nights                  | Miss You Nights                  | Miss You Nights                  | Miss You Nights                  | Miss You Nights                  | Miss You Nights                  | Miss You Nights                  | Miss You Nights                  | Miss You Nights                  | Miss You Nights                  | Miss You Nights                  | Miss You Nights                  | Miss You Nights                  | Miss You Nights                  | Miss You Nights                  | Miss You Nights                  | Miss You Nights                  | Miss You Nights                  | Miss You Nights                  | Miss You Nights                  | Miss You Nights                  | Miss You Nights                  | Miss You Nights                  | Miss You Nights                  | Miss You Nights                  | Miss You Nights                  | Miss You Nights                  | Miss You Nights                  | Miss You Nights                  | Miss You Nights                  | Miss You Nights                  | Miss You Nights                  | Miss You Nights                  | Miss You Nights                  | Miss You Nights                  | Miss You Nights                  | Miss You Nights                  | Miss You Nights                  | Miss You Nights                  | Miss You Nights                  | Miss You Nights                  | Miss You Nights                  | Miss You Nights                  | Miss You Nights                  | Miss You Nights                  | Miss You Nights                  | Miss You Nights                  | Miss You Nights                  | Miss You Nights                  | Miss You Nights                  | Miss You Nights                  | Miss You Nights                  | Miss You Nights                  | Miss You Nights                  | Miss You Nights                  | Miss You Nights                  | Miss You Nights                  | Miss You Nights                  | Miss You Nights                  | Miss You Nights                  | Miss You Nights                  | Miss You Nights                  | Miss You Nights                  | Miss You Nights                  | Miss You Nights                  | Miss You Nights                  | Miss You Nights                  | Miss You Nights                  | Miss You Nights                  | Miss You Nights                  | Miss You Nights                  | Miss You Nights                  | Miss You Nights                  | Miss You Nights                  | Miss You Nights                  | Miss You Nights                  | Miss You Nights                  | 15          | -            | 100        | -        |
| 1976. április     | Devil Woman                      | Devil Woman                      | Devil Woman                      | Devil Woman                      | Devil Woman                      | Devil Woman                      | Devil Woman                      | Devil Woman                      | Devil Woman                      | Devil Woman                      | Devil Woman                      | Devil Woman                      | Devil Woman                      | Devil Woman                      | Devil Woman                      | Devil Woman                      | Devil Woman                      | Devil Woman                      | Devil Woman                      | Devil Woman                      | Devil Woman                      | Devil Woman                      | Devil Woman                      | Devil Woman                      | Devil Woman                      | Devil Woman                      | Devil Woman                      | Devil Woman                      | Devil Woman                      | Devil Woman                      | Devil Woman                      | Devil Woman                      | Devil Woman                      | Devil Woman                      | Devil Woman                      | Devil Woman                      | Devil Woman                      | Devil Woman                      | Devil Woman                      | Devil Woman                      | Devil Woman                      | Devil Woman                      | Devil Woman                      | Devil Woman                      | Devil Woman                      | Devil Woman                      | Devil Woman                      | Devil Woman                      | Devil Woman                      | Devil Woman                      | Devil Woman                      | Devil Woman                      | Devil Woman                      | Devil Woman                      | Devil Woman                      | Devil Woman                      | Devil Woman                      | Devil Woman                      | Devil Woman                      | Devil Woman                      | Devil Woman                      | Devil Woman                      | Devil Woman                      | Devil Woman                      | Devil Woman                      | Devil Woman                      | Devil Woman                      | Devil Woman                      | Devil Woman                      | Devil Woman                      | Devil Woman                      | Devil Woman                      | Devil Woman                      | Devil Woman                      | Devil Woman                      | Devil Woman                      | Devil Woman                      | Devil Woman                      | Devil Woman                      | Devil Woman                      | Devil Woman                      | Devil Woman                      | Devil Woman                      | Devil Woman                      | Devil Woman                      | Devil Woman                      | Devil Woman                      | Devil Woman                      | Devil Woman                      | Devil Woman                      | Devil Woman                      | Devil Woman                      | Devil Woman                      | Devil Woman                      | Devil Woman                      | Devil Woman                      | Devil Woman                      | Devil Woman                      | Devil Woman                      | Devil Woman                      | Devil Woman                      | Devil Woman                      | Devil Woman                      | Devil Woman                      | Devil Woman                      | Devil Woman                      | Devil Woman                      | Devil Woman                      | Devil Woman                      | Devil Woman                      | Devil Woman                      | Devil Woman                      | Devil Woman                      | Devil Woman                      | Devil Woman                      | Devil Woman                      | Devil Woman                      | Devil Woman                      | Devil Woman                      | Devil Woman                      | Devil Woman                      | Devil Woman                      | Devil Woman                      | Devil Woman                      | Devil Woman                      | Devil Woman                      | Devil Woman                      | Devil Woman                      | Devil Woman                      | Devil Woman                      | Devil Woman                      | Devil Woman                      | Devil Woman                      | Devil Woman                      | Devil Woman                      | 9           | 6            | 3          | 5        |
| 1976. július      | I Can't Ask for Anymore Than You | I Can't Ask for Anymore Than You | I Can't Ask for Anymore Than You | I Can't Ask for Anymore Than You | I Can't Ask for Anymore Than You | I Can't Ask for Anymore Than You | I Can't Ask for Anymore Than You | I Can't Ask for Anymore Than You | I Can't Ask for Anymore Than You | I Can't Ask for Anymore Than You | I Can't Ask for Anymore Than You | I Can't Ask for Anymore Than You | I Can't Ask for Anymore Than You | I Can't Ask for Anymore Than You | I Can't Ask for Anymore Than You | I Can't Ask for Anymore Than You | I Can't Ask for Anymore Than You | I Can't Ask for Anymore Than You | I Can't Ask for Anymore Than You | I Can't Ask for Anymore Than You | I Can't Ask for Anymore Than You | I Can't Ask for Anymore Than You | I Can't Ask for Anymore Than You | I Can't Ask for Anymore Than You | I Can't Ask for Anymore Than You | I Can't Ask for Anymore Than You | I Can't Ask for Anymore Than You | I Can't Ask for Anymore Than You | I Can't Ask for Anymore Than You | I Can't Ask for Anymore Than You | I Can't Ask for Anymore Than You | I Can't Ask for Anymore Than You | I Can't Ask for Anymore Than You | I Can't Ask for Anymore Than You | I Can't Ask for Anymore Than You | I Can't Ask for Anymore Than You | I Can't Ask for Anymore Than You | I Can't Ask for Anymore Than You | I Can't Ask for Anymore Than You | I Can't Ask for Anymore Than You | I Can't Ask for Anymore Than You | I Can't Ask for Anymore Than You | I Can't Ask for Anymore Than You | I Can't Ask for Anymore Than You | I Can't Ask for Anymore Than You | I Can't Ask for Anymore Than You | I Can't Ask for Anymore Than You | I Can't Ask for Anymore Than You | I Can't Ask for Anymore Than You | I Can't Ask for Anymore Than You | I Can't Ask for Anymore Than You | I Can't Ask for Anymore Than You | I Can't Ask for Anymore Than You | I Can't Ask for Anymore Than You | I Can't Ask for Anymore Than You | I Can't Ask for Anymore Than You | I Can't Ask for Anymore Than You | I Can't Ask for Anymore Than You | I Can't Ask for Anymore Than You | I Can't Ask for Anymore Than You | I Can't Ask for Anymore Than You | I Can't Ask for Anymore Than You | I Can't Ask for Anymore Than You | I Can't Ask for Anymore Than You | I Can't Ask for Anymore Than You | I Can't Ask for Anymore Than You | I Can't Ask for Anymore Than You | I Can't Ask for Anymore Than You | I Can't Ask for Anymore Than You | I Can't Ask for Anymore Than You | I Can't Ask for Anymore Than You | I Can't Ask for Anymore Than You | I Can't Ask for Anymore Than You | I Can't Ask for Anymore Than You | I Can't Ask for Anymore Than You | I Can't Ask for Anymore Than You | I Can't Ask for Anymore Than You | I Can't Ask for Anymore Than You | I Can't Ask for Anymore Than You | I Can't Ask for Anymore Than You | I Can't Ask for Anymore Than You | I Can't Ask for Anymore Than You | I Can't Ask for Anymore Than You | I Can't Ask for Anymore Than You | I Can't Ask for Anymore Than You | I Can't Ask for Anymore Than You | I Can't Ask for Anymore Than You | I Can't Ask for Anymore Than You | I Can't Ask for Anymore Than You | I Can't Ask for Anymore Than You | I Can't Ask for Anymore Than You | I Can't Ask for Anymore Than You | I Can't Ask for Anymore Than You | I Can't Ask for Anymore Than You | I Can't Ask for Anymore Than You | I Can't Ask for Anymore Than You | I Can't Ask for Anymore Than You | I Can't Ask for Anymore Than You | I Can't Ask for Anymore Than You | I Can't Ask for Anymore Than You | I Can't Ask for Anymore Than You | I Can't Ask for Anymore Than You | I Can't Ask for Anymore Than You | I Can't Ask for Anymore Than You | I Can't Ask for Anymore Than You | I Can't Ask for Anymore Than You | I Can't Ask for Anymore Than You | I Can't Ask for Anymore Than You | I Can't Ask for Anymore Than You | I Can't Ask for Anymore Than You | I Can't Ask for Anymore Than You | I Can't Ask for Anymore Than You | I Can't Ask for Anymore Than You | I Can't Ask for Anymore Than You | I Can't Ask for Anymore Than You | I Can't Ask for Anymore Than You | I Can't Ask for Anymore Than You | I Can't Ask for Anymore Than You | I Can't Ask for Anymore Than You | I Can't Ask for Anymore Than You | I Can't Ask for Anymore Than You | I Can't Ask for Anymore Than You | I Can't Ask for Anymore Than You | I Can't Ask for Anymore Than You | I Can't Ask for Anymore Than You | I Can't Ask for Anymore Than You | I Can't Ask for Anymore Than You | I Can't Ask for Anymore Than You | I Can't Ask for Anymore Than You | I Can't Ask for Anymore Than You | I Can't Ask for Anymore Than You | I Can't Ask for Anymore Than You | I Can't Ask for Anymore Than You | I Can't Ask for Anymore Than You | I Can't Ask for Anymore Than You | 17          | 80           |            | 2        |
| Megjelenés dátuma | Album címe                       | Album címe                       | Album címe                       | Album címe                       | Album címe                       | Album címe                       | Album címe                       | Album címe                       | Album címe                       | Album címe                       | Album címe                       | Album címe                       | Album címe                       | Album címe                       | Album címe                       | Album címe                       | Album címe                       | Album címe                       | Album címe                       | Album címe                       | Album címe                       | Album címe                       | Album címe                       | Album címe                       | Album címe                       | Album címe                       | Album címe                       | Album címe                       | Album címe                       | Album címe                       | Album címe                       | Album címe                       | Album címe                       | Album címe                       | Album címe                       | Album címe                       | Album címe                       | Album címe                       | Album címe                       | Album címe                       | Album címe                       | Album címe                       | Album címe                       | Album címe                       | Album címe                       | Album címe                       | Album címe                       | Album címe                       | Album címe                       | Album címe                       | Album címe                       | Album címe                       | Album címe                       | Album címe                       | Album címe                       | Album címe                       | Album címe                       | Album címe                       | Album címe                       | Album címe                       | Album címe                       | Album címe                       | Album címe                       | Album címe                       | Album címe                       | Album címe                       | Album címe                       | Album címe                       | Album címe                       | Album címe                       | Album címe                       | Album címe                       | Album címe                       | Album címe                       | Album címe                       | Album címe                       | Album címe                       | Album címe                       | Album címe                       | Album címe                       | Album címe                       | Album címe                       | Album címe                       | Album címe                       | Album címe                       | Album címe                       | Album címe                       | Album címe                       | Album címe                       | Album címe                       | Album címe                       | Album címe                       | Album címe                       | Album címe                       | Album címe                       | Album címe                       | Album címe                       | Album címe                       | Album címe                       | Album címe                       | Album címe                       | Album címe                       | Album címe                       | Album címe                       | Album címe                       | Album címe                       | Album címe                       | Album címe                       | Album címe                       | Album címe                       | Album címe                       | Album címe                       | Album címe                       | Album címe                       | Album címe                       | Album címe                       | Album címe                       | Album címe                       | Album címe                       | Album címe                       | Album címe                       | Album címe                       | Album címe                       | Album címe                       | Album címe                       | Album címe                       | Album címe                       | Album címe                       | Album címe                       | Album címe                       | Album címe                       | Album címe                       | Album címe                       | Album címe                       | Album címe                       | UK helyezés | USA helyezés |            |          |
| 1976. május       | I'm Nearly Famous                | I'm Nearly Famous                | I'm Nearly Famous                | I'm Nearly Famous                | I'm Nearly Famous                | I'm Nearly Famous                | I'm Nearly Famous                | I'm Nearly Famous                | I'm Nearly Famous                | I'm Nearly Famous                | I'm Nearly Famous                | I'm Nearly Famous                | I'm Nearly Famous                | I'm Nearly Famous                | I'm Nearly Famous                | I'm Nearly Famous                | I'm Nearly Famous                | I'm Nearly Famous                | I'm Nearly Famous                | I'm Nearly Famous                | I'm Nearly Famous                | I'm Nearly Famous                | I'm Nearly Famous                | I'm Nearly Famous                | I'm Nearly Famous                | I'm Nearly Famous                | I'm Nearly Famous                | I'm Nearly Famous                | I'm Nearly Famous                | I'm Nearly Famous                | I'm Nearly Famous                | I'm Nearly Famous                | I'm Nearly Famous                | I'm Nearly Famous                | I'm Nearly Famous                | I'm Nearly Famous                | I'm Nearly Famous                | I'm Nearly Famous                | I'm Nearly Famous                | I'm Nearly Famous                | I'm Nearly Famous                | I'm Nearly Famous                | I'm Nearly Famous                | I'm Nearly Famous                | I'm Nearly Famous                | I'm Nearly Famous                | I'm Nearly Famous                | I'm Nearly Famous                | I'm Nearly Famous                | I'm Nearly Famous                | I'm Nearly Famous                | I'm Nearly Famous                | I'm Nearly Famous                | I'm Nearly Famous                | I'm Nearly Famous                | I'm Nearly Famous                | I'm Nearly Famous                | I'm Nearly Famous                | I'm Nearly Famous                | I'm Nearly Famous                | I'm Nearly Famous                | I'm Nearly Famous                | I'm Nearly Famous                | I'm Nearly Famous                | I'm Nearly Famous                | I'm Nearly Famous                | I'm Nearly Famous                | I'm Nearly Famous                | I'm Nearly Famous                | I'm Nearly Famous                | I'm Nearly Famous                | I'm Nearly Famous                | I'm Nearly Famous                | I'm Nearly Famous                | I'm Nearly Famous                | I'm Nearly Famous                | I'm Nearly Famous                | I'm Nearly Famous                | I'm Nearly Famous                | I'm Nearly Famous                | I'm Nearly Famous                | I'm Nearly Famous                | I'm Nearly Famous                | I'm Nearly Famous                | I'm Nearly Famous                | I'm Nearly Famous                | I'm Nearly Famous                | I'm Nearly Famous                | I'm Nearly Famous                | I'm Nearly Famous                | I'm Nearly Famous                | I'm Nearly Famous                | I'm Nearly Famous                | I'm Nearly Famous                | I'm Nearly Famous                | I'm Nearly Famous                | I'm Nearly Famous                | I'm Nearly Famous                | I'm Nearly Famous                | I'm Nearly Famous                | I'm Nearly Famous                | I'm Nearly Famous                | I'm Nearly Famous                | I'm Nearly Famous                | I'm Nearly Famous                | I'm Nearly Famous                | I'm Nearly Famous                | I'm Nearly Famous                | I'm Nearly Famous                | I'm Nearly Famous                | I'm Nearly Famous                | I'm Nearly Famous                | I'm Nearly Famous                | I'm Nearly Famous                | I'm Nearly Famous                | I'm Nearly Famous                | I'm Nearly Famous                | I'm Nearly Famous                | I'm Nearly Famous                | I'm Nearly Famous                | I'm Nearly Famous                | I'm Nearly Famous                | I'm Nearly Famous                | I'm Nearly Famous                | I'm Nearly Famous                | I'm Nearly Famous                | I'm Nearly Famous                | I'm Nearly Famous                | I'm Nearly Famous                | I'm Nearly Famous                | I'm Nearly Famous                | I'm Nearly Famous                | I'm Nearly Famous                | I'm Nearly Famous                | I'm Nearly Famous                | 5           | 76           |            |          |